# Exit (chanson)
Pour les articles homonymes, voir Exit.
Pistes de The Joshua Tree
One Tree Hill
(9) Mothers Of The Disappeared
(11)
Exit est une chanson du groupe de rock irlandais de U2, enregistrée en 1986 et figurant sur l'album The Joshua Tree, paru en mars 1987.

## Thématique
Bono a déclaré sur ce morceau : « Je ne sais même pas de quoi il s'agit sur cette chanson. Certains y voient un meurtre, d'autres un suicide, et je m'en fiche. Mais le rythme des paroles contribue presque autant à faire passer l'état d'esprit. »